# Jay Underwood
Jay Underwood (Minneapolis, 1º ottobre 1968) è un attore, doppiatore e religioso statunitense.

## Biografia
Jay Underwood ha raggiunto la fama negli anni 80 ricoprendo il ruolo da protagonista nel fortunato film Il ragazzo che sapeva volare. In seguito è apparso in tv e in altri film, tra cui Io e zio Buck, e si è cimentato nel doppiaggio.
Divenuto nel 2007 pastore battista, ha da allora ridotto notevolmente l'attività cinematografica, recitando perlopiù in piccole parti. Svolge il suo ministero religioso a Weaverville, in California, dove vive con la moglie e i loro sei figli. 

## Filmografia

### Attore

#### Cinema
- Un fiore nel deserto (Desert Bloom), regia di Eugene Corr (1986)
- Il ragazzo che sapeva volare (The Boy Who Could Fly), regia di Nick Castle (1986)
- Terra promessa (Promised Land), regia di Michael Hoffman (1987)
- The Invisible Kid, regia di Avery Crounse (1988)
- Io e zio Buck (Uncle Buck), regia di John Hughes (1989)
- The Gumshoe Kid, regia di Joseph Manduke (1990)
- Le avventure di Ford Fairlane (The Adventures of Ford Fairlane), regia di Renny Harlin (1990) - non accreditato
- Son of Darkness: To Die for II, regia di David Price (1991)
- The Raffle, regia di Gavin Wilding (1994)
- The Fantastic Four, regia di Oley Sassone (1994)
- Un gioco pericoloso (Stalked), regia di Douglas Jackson (1994)
- L'uomo di sabbia (Sleepstalker), regia di Turi Meyer (1995)
- A Reason to Believe, regia di Douglas Tirola (1995)
- The Cylinder, regia di Matthew Warren - cortometraggio (1996)
- The Lord Protector, regia di Ryan Carroll (1996)
- Morte in corsia (The Nurse), regia di Robert Malenfant (1997)
- Ritrovarsi (Afterglow), regia di Alan Rudolph (1997)
- Possums, regia di Max Burnett (1998)
- Qualcuno nel buio (Fatal Affair), regia di Marc S. Grenier (1998)
- Valerie Flake, regia di John Putch (1999)
- Dead Dogs, regia di Clay Eide (1999)
- Dancing in September, regia di Reggie Rock Bythewood (2000)
- The Girls' Room, regia di Irene Turner (2000)
- Road to Redemption, regia di Robert Vernon (2001)
- Appuntamento da sogno! (Win a Date with Tad Hamilton!), regia di Robert Luketic (2004)
- No Greater Love, regia di Brad J. Silverman (2010)
- Drift, regia di Kaitlynn Dawn Morgan e Stephanie Simmons - cortometraggio (2016)
- Surge of Power: Revenge of the Sequel, regia di Antonio Lexerot e Vincent J. Roth (2016)
- A Hard Gamble, regia di Matt Green - cortometraggio (2018)
- Surge of Dawn, regia di Alexander Fernandez (2019)
- The Man from Nowhere, regia di Matt Green (2021)
- I Fantastici Quattro - Gli inizi (The Fantastic Four: First Steps), regia di Matt Shakman (2025)

#### Televisione
- Mio fratello Chip (Not Quite Human), regia di Steven Hilliard Stern – film TV (1987)
- J.J. Starbuck – serie TV, 1 episodio (1987)
- Un anno nella vita (A Year in the Life) – serie TV, 2 episodi (1987)
- ABC Afterschool Specials – serie TV, 1 episodio (1987)
- Mio fratello Chip 2 (Not Quite Human II), regia di Eric Luke – film TV (1989)
- I quattro della scuola di polizia (21 Jump Street) – serie TV, 1 episodio (1989)
- Fede cieca (Blind Faith), regia di Paul Wendkos – miniserie TV (1990)
- Over My Dead Body – serie TV, 1 episodio (1990)
- Superboy – serie TV, 1 episodio (1991)
- Senza motivo apparente (Murder Without Motive: The Edmund Perry Story), regia di Kevin Hooks – film TV (1992)
- Umano, ma non troppo (Still Not Quite Human), regia di Eric Luke – film TV (1992)
- Le avventure del giovane Indiana Jones (The Young Indiana Jones Chronicles) – serie TV, 3 episodi (1993)
- Wyatt Earp - Ritorno al West (Wyatt Earp: Return to Tombstone), regia di Paul Landres e Frank McDonald – film TV (1994)
- La signora in giallo (Murder, She Wrote) – serie TV, 2 episodi (1994-1995)
- Star Command, regia di Jim Johnston ed E.W. Swackhamer – film TV (1996)
- Millennium – serie TV, 1 episodio (1997)
- Sonny e Cher - Una vita a ritmo di musica (And the Beat Goes On: The Sonny and Cher Story), regia di David Burton Morris – film TV (1999)
- V.I.P. Vallery Irons Protection – serie TV, 2 episodi (1999)
- West Wing - Tutti gli uomini del Presidente (The West Wing) – serie TV, 1 episodio (1999)
- Chicken Soup for the Soul – serie TV, 1 episodio (2000)
- Star Trek: Voyager – serie TV, episodio 6x20 (2000)
- E.R. - Medici in prima linea (ER) – serie TV, 1 episodio (2000)
- Hollywood Off-Ramp – serie TV, 1 episodio (2000)
- X-Files (The X-Files ) – serie TV, 1 episodio (2001)
- First Monday – serie TV, 1 episodio (2002)
- Philly – serie TV, 1 episodio (2002)
- 44 Minutes: The North Hollywood Shoot-Out, regia di Yves Simoneau – film TV (2003)
- Oswald – serie TV, 2 episodi (2001-2003)
- Miracles – serie TV, 1 episodio (2003)
- Il promontorio di Annie (Annie's Point), regia di Michael Switzer – film TV (2005)
- I sentieri dell'anima (Where There's a Will), regia di John Putch – film TV (2006)

### Doppiatore
- Turbocharged Thunderbirds – serie TV, 1 episodio (1994)
- Legend of the Candy Cane, regia di John Schmidt – film TV (2001)
- Nick Jr. Favorites Holiday (2006)

## Doppiatori italiani
Nelle versioni in italiano delle opere in cui ha recitato, Jay Underwood è stato doppiato da:
- Fabrizio Manfredi in Mio fratello Chip, Mio fratello Chip II
- Sergio Luzi in Umano ma non troppo
- Giorgio Borghetti in Io e zio Buck
- Stefano Mondini in Millennium
- Mauro Gravina in La signora in giallo
- Oreste Baldini in X-Files

## Riconoscimenti
- 1987 – Saturn Award
  - Nomination Miglior attore emergente per Il ragazzo che sapeva volare

- 2001 – Young Artist Award
  - Former Child Star Lifetime Achievement Award per Il ragazzo che sapeva volare